# José Carlos de Macedo Soares
José Carlos de Macedo Soares (São Paulo, 6 de octubre de 1883 - São Paulo, 29 de enero de 1968) fue un jurista, historiador y político brasileño.
Estudió en la Facultad de Derecho de São Paulo. Participó en el comité organizador de la Semana de Arte Moderna de 1922 que se celebró entre el 11 y el 18 de febrero de 1922 en el Teatro Municipal de São Paulo. Fue presidente de la Asociación Comercial de São Paulo y, en esa condición, fue acusado de cooperar con los rebeldes de la Revuelta Paulista de 1924 debiendo exiliarse en París donde escribió su libro "Justiça" para defenderse de las acusaciones.
Tras su regreso a Brasil, durante el Estado Novo, tuvo gran participación en el gobierno de Getulio Vargas siendo varias veces ministro de Relaciones Exteriores, cargo que también tuvo en los gobiernos de Nereu Ramos y Juscelino Kubitschek. Asimismo fue ministro de Justicia y de Negocios Interiores de Getúlio Vargas. En el interín, entre 1945 y 1947 fue nombrado como Interventor federal del estado de São Paulo durante los gobiernos de José Linhares y Gaspar Dutra. 
Fue diputado en la Asamblea Nacional Constituyente que dio lugar a la Constitución brasileña de 1934.
A nivel académico, fue miembro de la Academia Brasileña de Letras ocupando la silla 12, presidente del Instituto Nacional de Estadística (actual IBGE), miembro de la Academia Paulista de Letras ocupando la silla 1, participó e la fundación del Rotary Club de São Paulo.
En marzo de 1924 fue condecorado por Portugal con la Orden Militar de Cristo en grado de Comendador. En 1935 fue elevado a Gran Cruz de esa misma orden. En 1946 recibió la Orden Militar de Santiago de la Espada de Portugal en el grado de Gran Cruz.